# Торкемада (Паленсія)
Торкемада (ісп. Torquemada) — муніципалітет в Іспанії, у складі автономної спільноти Кастилія-і-Леон, у провінції Паленсія. Населення — 1098 осіб (2010).
Муніципалітет розташований на відстані близько 190 км на північ від Мадрида, 17 км на схід від Паленсії.

## Демографія
Динаміка населення (INE ):